# 赫利博喬克河 (錫雷特河支流)
赫利博喬克河（烏克蘭語：Глибочок），是烏克蘭西南部的河流，流經切爾諾夫策州切爾諾夫策區，屬於錫雷特河的左支流，河道全長16公里，流域面積40.9平方公里。